# بیلی شرینگ
بیلی شرینگ (انگلیسی: Billy Sherring; ۱۸ سپتامبر ۱۸۷۷ – ۵ سپتامبر ۱۹۶۴) دونده ماراتن اهل کانادا بود.
وی در مسابقات کشوری و بین‌المللی در مجموع برندهٔ ۱ مدال طلا شده‌است.